# Tamara Wall
Pour les articles homonymes, voir Tamara et Wall.
Tamara Wall, née le 23 juillet 1977  à Weybridge en Angleterre, est une actrice britannique.

## Biographie
Tamara Wall est principalement connue pour son rôle de Grace Black dans la série télévisée Hollyoaks.

## Filmographie
- 2000 : Cinderella (téléfilm) : une danseuse
- 2011 : EastEnders (série télévisée) : Martina Quinn (4 épisodes)
- 2012 : One Night (mini-série) : Sandra
- 2013-2023 : Hollyoaks (série télévisée) : Grace Black (853 épisodes)